# 팬아메리칸 데이

팬아메리칸 데이(Pan American Day)는 1890년의 미주 기구 연맹의 설립을 기념하는 날로 4월 14일이다.
팬아메리칸 데이는 북미와 남미의 여러 국가에서 기념하는 휴일이다. 1890년 4월 14일에 체결되어 아메리카 국가 기구(OAS)의 전신인 아메리카 공화국 국제 연합(International Union of American Republics)을 창설한 제1회 아메리카 국가 국제 회의(International Conference of American States)를 기념한다. 공휴일은 원래 1930년 조직에서 제안했으며 1930년 4월 14일에 처음 관찰되었다.
퍼레이드가 열리고, 일부 학교에서는 연극을 하고, 오케스트라는 음악을 연주하고, 사람들은 전시회를 열고, 때때로 미인 대회가 열린다.